# Bâtiment de la bibliothèque Karlo Bjelicki à Sombor
Le bâtiment de la bibliothèque Karlo Bjelicki à Sombor (en serbe cyrillique : Зграда Пионирске библиотке Карло Бјелицки у Сомбору ; en serbe latin : Zgrada Pionirske bibliotke Karlo Bjelicki u Somboru) est situé à Sombor, dans la province de Voïvodine et dans le district de Bačka occidentale, en Serbie. Il est inscrit sur la liste des monuments culturels de grande importance de la république de Serbie (identifiant no SK 1253).

## Présentation

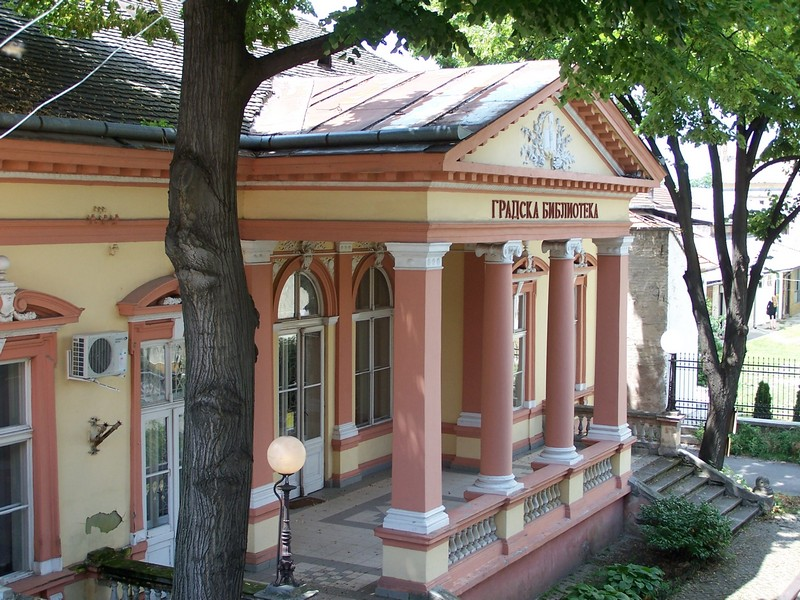
Détail de la façade principale

Le bâtiment a été construit de 1884 à 1886 pour accueillir le « cercle de lecture magyar » de la ville de Sombor ; il a été édifié sur des plans de l'architecte local Leopold Decer.
Conçu comme une « villa » dotée d'un seul rez-de-chaussée, il constitue un exemple unique en son genre dans le vieux quartier de Sombor appelé Venac (« la couronne »).
La façade principale est conçue dans un style néo-classique, avec un porche soutenu par des colonnes, une architrave et un fronton triangulaire. Le mélange d'éléments architecturaux empruntés à des périodes différentes, comme les tympans en demi-cercle au-dessus des fenêtres, les décors floraux et les balustrades font de l'édifice un ensemble caractéristique du style éclectique du XIXe siècle.
Aujourd'hui, le bâtiment accueille le département pour les enfants de la Bibliothèque nationale Karlo Bjelicki.
Des travaux de préservation ont été effectués sur l'édifice en 1995.